# توماس د خنت
توماس د خنت (انگلیسی: Thomas De Gendt؛ زادهٔ ۶ نوامبر ۱۹۸۶) دوچرخه‌سوار اهل بلژیک است.
از باشگاه‌هایی که در آن بازی کرده‌است می‌توان به تیم لوتو–سودال، اسپورت فلاندر-بالوزه، تیم دوچرخه‌سواری وکانسولیل–دی‌سی‌ام، و تیم کوئیک‌استپ فلورز اشاره کرد.